# Povereništvo
Povereništvo ili trast je trostrani fiducijarni odnos u kome prva strana, poverilac ili posednik prenosi („izmiruje”) imovinu (često, ali ne nužno novčanu sumu) drugoj strani (povereniku) u korist treće stranke, korisnika.
Testamentarno povereništvo se kreira pomoću testamenta i dolazi do izražaja nakon smrti poverioca. Inter vivos povereništvo stvara se za života poverioca pomoću povereničkih dokumenata. Povereništvo može biti opozivo ili neopozivo; u Sjedinjenim Državama se podrazumeva da je povereništvo neopozivo, osim ako instrument ili testament kojim je kreirano navodi da je opozivno, izuzev u Kaliforniji, Oklahomi i Teksasu, u kojima se podrazumeva da je opozivno dok instrument ili testament kojim se kreira ne navede da je neopozivno. Neopozivno povereništvo može se „pokvariti” (opozvati) samo sudskim postupkom.
Po formiranju povereništva je prenos imovine zaključen, potpuno izbegavajući potvrdu testamenta, kroz proces „zakona o povereništvu”, koji se može smatrati „utajom poreza na imovinu”.
Poverenik je zakonski vlasnik imovine u povereništvu, kao fiducijar za korisnika ili korisnike koji je/su stvarni vlasnici imovine povereništva. Poverenici stoga imaju fiducijarnu dužnost da upravljaju povereništvom u korist stvarnih vlasnika. Oni moraju da obezbeđuju redovno knjiženje prihoda i rashoda povereništva. Poverenici mogu biti kompenzovani i njihovi troškovi bivaju nadoknađeni. Nadležni sud može ukloniti poverenika koji krši svoju fiducijarnu dužnost. Neke povrede fiducijarne dužnosti mogu biti predmet krivičnih prijava i mogu biti tretirane kao krivična dela na sudu.
Poverenik može biti fizičko lice, poslovni subjekt ili javno telo. Povereništvo u Sjedinjenim Državama može biti podložno saveznom i državnom oporezivanju.
Povereništvo stvara poverilac, koji vlasništvo nad nekom ili čitavom svojom imovinom prenosi poveriocu, koji potom vlasništvo nad tom imovinom drži u povereništvu u korist korisnika. Povereništvom se upravlja pod uslovima pod kojima je stvoreno. U većini nadležnosti ovo zahteva poverenički ugovor ili ugovor o povereništvu. Moguće je da jedan pojedinac preuzme ulogu više od jedne od ovih strana, i da više osoba deli jednu ulogu. Na primer, u živućem povereništvu je uobičajeno da koncesionar bude poverenik i doživotni korisnik, a da istovremeno imenuje druge kontigentne korisnike.
Povereništva su postojala još od rimskog doba i postala su jedna od najvažnijih inovacija u imovinskom pravu. Zakon o povereništvu razvio se kroz različite sudske presude u različitim državama, te su izjave u ovom članku generalizacije; razumevanje specifične sudske prakse za datu nadležnost može da bude tegobno. Neke američke države slede Jedinstveni kodeks povereništva kako bi kodifikovale i harmonizovale svoje zakone o povereništvu, ali varijacije među državama i dalje ostaju.
Vlasnik koji poverava imovinu u povereništvo prenosi deo svog seta prava na poverenika, razdvajajući legalno vlasništvo i kontrolu imovine od njenog pravičnog vlasništva i koristi. To se može učiniti iz poreskih razloga ili radi kontrole imovine i njenih koristi ako je posednik odsutan, onesposobljen ili preminuo. Testamentarni fondovi mogu se stvoriti u testamentima koji definišu kako će se novcem i imovinom upravljati za decu ili druge korisnike.
Dok se poveriocu dodeljuje pravni naslov nad imovinom povereništva, pri prihvatanju prava poverilac se obavezuje da pruži korisnicima nekoliko fiducijarnih dužnosti. Primarne dužnosti uključuju dužnost lojalnosti, dužnost razboritosti i dužnost nepristrasnosti. Poverenici se moraju pridržati veoma visokog standarda usluga u svojim poslovima da bi izvršavali svoje dužnosti. Da bi osigurali da korisnici dobijaju svoje sledovanje, poverenici podležu brojnim pratećim dužnostima u podršci primarnih zadataka, uključujući dužnosti otvorenosti i transparentnosti, i dužnosti vođenja evidencije, računovodstva i obelodanjivanja. Pored toga, poverenik ima obavezu da poznaje, razume i poštuje odredbe ugovora o povereništvu i relevantnog zakona. Poverenik može da bude kompenzovan i da mu se nadoknade troškovi, ali u inače mora da preda svu dobit od povereničke imovine.

## Nastanak trasta kroz istoriju
Izjave o pravičnom načelu sežu još od starih Grka u delu Aristotela, dok su primeri pravila analognih poverenjima pronađeni u zavetnoj instituciji rimskog prava – fideikomis i islamskoj vlasničkoj instituciji Vakuf. Međutim, engleski zakon poverenja je uglavnom autohtoni razvoj koji je započeo u srednjem veku, od vremena krstaških ratova XI i XII veka. Nakon što je Vilijam Osvajač postao kralj 1066. godine, stvoren je jedan „uobičajeni zakon“ Engleske. Sudovi opšteg prava smatrali su imovinu nedeljivim entitetom, kao što je to bilo prema rimskom pravu i kontinentalnim verzijama građanskog prava. Tokom krstaških ratova, zemljoposednici koji su išli u borbe prebacivali su vlasništvo na svoju zemlju osobi kojoj su verovali kako bi se mogle vršiti i primati feudalne službe. Ali mnogi koji su se vratili otkrili su da ljudi kojima su poverili odbijaju da vrate vlasnički list nazad. Ponekad, sudovi uobičajenog prava ne bi priznali da bilo ko ima prava na imovinu osim vlasnika pravnih listova. Stoga su podnosioci zahteva podneli kralju molbu da zaobiđe sudove običajnog prava. Kralj je delegiranje saslušanja o predstavkama preneo na svog lorda kancelara, koji je osnovao Sud kancelarije kako se slušalo više slučajeva. Tamo gde se činilo „nepravednim“ puštati nekoga sa pravnim naslovom da se drži zemlje, lord kancelar je mogao proglasiti da je stvarni vlasnik „u kapitalu“ druga osoba, ako je to ono što je savest nalagala. Sud kancelarije utvrdio je da prava „upotreba“ ili „korist“ imovine nije pripadala licu sa “naslova“). Vlasnik u kapitalu je mogao biti druga osoba. Dakle, englesko pravo priznavalo je podelu između pravnog i pravednog vlasnika, između nekoga ko je kontrolisao vlasništvo i drugog u čiju bi korist zemljište bilo korišćeno. To je bio početak zakona o poverenju ili trasta. Ista logika bila je korisna za franjevce, koji bi vlasništvo zemlje prebacili na druge jer im je njihov zavet siromaštva bio onemogućen da drže imovinu. Kada su sudovi rekli da je pravni naslov imovine jedne osobe podlegao obavezi da tu imovinu koristi za drugo lice, nastao je trast.
Tokom XV i XVI veka trast se koristio kako bi se izbeglo plaćanje feudalnog poreza. Ako je osoba umrla, zakon je propisao da je stanodavac imao pravo na novac pre nego što je zemljište prešlo nasledniku, a stanodavac je svu imovinu dobio, ako nije bilo naslednika. Kralj Henri VIII je  u Statutu o upotrebi iz 1535. godine povećao ulogu Suda Star Chamber - suda sa krivičnom jurisdikcijom koji je izmislio nova pravila onako kako je smatrao prikladnim, a često je to primenjivano protiv političkih neistomišljenika. Međutim, kada je Henri VIII otišao, Kancelarski sud je smatrao da Statut o upotrebi iz 1535. godine nije primenjivao gde je zemljište iznajmljeno. Ljudi su ponovo počeli da poveravaju imovinu za porodične zaostavštine. Štaviše, ubrzo je ponovo potvrđen primat pravičnosti nad običajnim pravom, a ovaj put podržao ga je kralj Džejms I 1615., u slučaju grofa Oksforda. Zbog svoje duboke nepopularnosti, jurisdikcija „krivičnog kapitala“ ukinuta je Habeas Corpus Actom 1640. godine. Zaostavštine su postajale sve popularnije i Kruna ih je tolerisala. Početkom XVIII veka upotreba se formalizovala u trast, gde je zemljište namirilo da ga drži poverenik, u korist drugog, sudovi kancelarije prepoznali su korisnika kao pravog vlasnika kapitala.
Krajem XVII veka postalo je sve šire stanovište da se jednaka pravila i zakon poverenja nepredvidivo razlikuju, kao što je primetio pravnik Džon Selden. Tokom engleskog imovinskog prava iz XVIII veka, Sud kancera je nastavio da razvija pravične principe, naročito pod vlašću Lorda Notigama (od 1673–1682), Lorda Kinga (1725–1733), Lorda Hardvika (1737–1756) i Lord Henlija (1757–1766). Tokom 1765. godine, prvi profesor engleskog prava, Vilijam Blekston napisao je u svojim Komentarima o zakonima Engleske da na kapital ne treba gledati kao na zaseban korpus pravila, odvojeno od ostalih zakona Engleske. Na primer, iako je „rečeno da sud pravičnosti određuje prema duhu pravila, a ne prema strogosti pisma“, Blekston je smatrao da, „isto to čini i sud“, a rezultat je bio da svaki sistem sudova pokušavao je da postigne „iste principe pravde i pozitivnog prava“. Uticaj Blekstona je dosegao daleko. Kanceli su većnom bili zainteresovani za standardizaciju i usklađivanje pravičnih principa.  Sud Kancelarije trebalo je da ublaži sitne strogosti uobičajenog imovinskog prava. Ali, umesto toga, postalo je viđeno tajnom. To je delimično bilo zato što su do 1813. godine samo Lord kancelar i Master of d Rols radili kao sudije. Posao je išao sporo. U roku od dvadeset godina ukinuti su odvojeni sudovi pravičnosti. Parlament je spojio običajni zakon i sudove za udeo u jedan sistem sa Zakonom o Vrhovnom sudu iz 1873. godine. Jednaki principi bi prevladali nad pravilima običajnog prava u slučaju sukoba, ali odvojeni identitet kapitala je završen. Odvojeni identitet poverenja, međutim, nastavio se jednako snažno kao i pre. U drugim delovima Komonvelta (ili Britanske imperije u to vreme) principi zakona o poverenju, kako su tada bili shvaćeni, kodifikovani su u svrhu lakše administracije. Najbolji primer je Indijski zakon o poverenju iz 1882. godine, koji je poverenje opisao kao značenje „obaveze pripojene vlasništvu nad imovinom i koja proizilazi iz poverenja koje je nosilac povukao i prihvatio“.
Tokom  XX veka trast se koristio u više svrha izvan klasične uloge parcelacije imanja, testamenata ili dobrotvornih organizacija bogatih porodica. Prvo, kako je više ljudi iz radničke klase postajalo imućnije, počeli su moći da štede za penziju putem „profesionalnih“ penzija. Posle Zakona o starosnim penzijama iz 1908. godine, svi koji su radili i plaćali nacionalno osiguranje imali bi pristup minimalnoj državnoj penziji, ali ako bi ljudi želeli da održe životni standard, trebalo bi im više. „Profesionalne“ penzije obično bi se osnivale putem ugovora o poverenju, nakon što bi ga sindikat ugovorio kolektivnim ugovorom. Posle Drugog svetskog rata, broj ljudi sa „profesionalnim“ penzijama je još više porastao i postepeno su uvedeni propisi kako bi se osiguralo da ljudi budu zaštićeni.  Druga glavna upotreba trasta nastala je u drugim finansijskim ulaganjima, mada ne nužno u penziju. Jedinstveni trast, od njihovog pokretanja 1931. godine, postao je popularno sredstvo za držanje „jedinica“ u fondu koji će ulagati u razna sredstva, kao što su akcije kompanija. Jedna osoba koja sama ulaže možda neće imati mnogo novca za širenje rizika od svojih ulaganja, pa je jedinstveno poverenje nudilo atraktivan način za udruživanje bogatstva mnogih investitora i podelu dobiti (ili gubitaka). Danas su udeoni fondovi uglavnom zamenjeni otvorenim investicionim kompanijama, koje rade gotovo isto, ali su kompanije koje prodaju akcije, a ne trastovi. Treća glavna savremena upotreba poverenja bila je u porodičnoj kući. Kako se nejednakost polova počela sužavati, oba partnera u braku su doprinosila novcem. Jedan broj članova pravosuđa postao je aktivan od kasnih 1960-ih izjavljujući da čak i ako jedan partner nije u pravnim knjigama, ona ili on i dalje ima ravnopravan imovinski interes u kući pod „rezultirajućim poverenjem“. U suštini sudovi bi priznali postojanje imovinskog prava, a da poverenje nije izričito izjavljeno. Neki sudovi su rekli da to odražava implicitnu zajedničku nameru, dok su drugi rekli da upotreba trasta odražava potrebu za pravdom. Na ovaj način, trastovi su nastavili da ispunjavaju svoju istorijsku funkciju ublažavanja strogih zakonskih pravila u interesu pravičnosti.

## Trast u Engleskoj
Trast se u Engleskoj odnosi na stvaranje i zaštitu sredstva imovine, koji obično drži jedna stranka u korist druge. U najvećoj meri, povezani su sa Engleskom, ali se pojavljuju i u drugim zemljama, poput država Komovelta, i širom SAD. Trast se razvio kada su podnosioci zahteva u imovinskim sporovima bili nezadovoljni sudovima uobičajenog prava i zbog toga su podnosili molbu kralju za pravičan rezultat. U kraljevo ime, Lord kancelar je razvio paralelni pravosudni sistem u Sudu Kancelarije i on se naziva trast. Istorijski gledano, trastovi su se uglavnom koristili tamo gde su ljudi ostavljali novac u testamentu, stvarali porodična naselja, stvarali dobrotvorne organizacije ili neke vrste poslovnih poduhvata. Nakon Zakona o sudstvu iz 1873. godine, engleski sudovi pravičnosti i običajnog prava su spojeni, a pravični principi su imali prednost. Danas fondovi igraju važnu ulogu u finansijskim ulaganjima, posebno u penzijskim fondovima, gde poverenici i menadžeri fondova obično ulažu sredstva za ljude koji žele da štede za penziju. Penzije i investicioni fondovi usko su regulisani kako bi zaštitili štednju ljudi i osigurali odgovornost poverenika ili upravnika fondova. Stvoren je veliki broj statuta da bi zaštitili korisnike, uključujući Zakon o poverenicima iz 1925. godine, Zakon o povereničkim ulaganjima iz 1961. godine, Zakon o priznavanju poverenja iz 1987. godine, Finansijske usluge i Zakon o tržištima iz 2000. godine, Zakon o poverenicima iz 2000. godine, Zakon o penzijama iz 1995. godine, Zakon o penzijama iz 2004. godine i Zakon o dobrotvornim organizacijama iz 2011. godine.
Kao što je napomenuto, trast stvara poverilac koji svoju imovinu predaje jednom ili više poverenika, koji se obavezuju da će imovinu koristiti jedino u korist pravog korisnika. Kao i u ugovornom pravu, nije potrebna formalnost za sklapanje poverenja, osim tamo gde to zahteva statut.
Engleski zakon poznaje i „rezultirajuće“ i „konstruktivne“ trastove.  Oni nastaju automatskim delovanjem zakona kako kako bi se sprečilo nepravedno bogaćenje, ispravile nepravde ili stvorila imovinska prava tamo gde namere nisu jasne. Rezultirajući i konstruktivni trastovi su različiti jer uglavnom kreiraju pravne lekove zasnovane na imovini da bi zaštitili ljudska prava, a ne proističu samo (poput ugovora ili izričitog poverenja) iz pristanka strana. Uopšteno govoreći, stečajni upravnici duguju čitav niz dužnosti svojim korisnicima. Ako je trast „skriven“, poverenici moraju da izbegnu svaku mogućnost sukoba interesa, takođe moraju i da upravljaju poslovima poverenja sa razumnom pažnjom i veštinom i da postupaju samo u svrhe koje su u skladu sa uslovima poverenja. Neke od ovih dužnosti se mogu  isključiti, osim ako statut obaveze čini obaveznim, ali svi poverenici moraju delovati u najboljem interesu korisnika.  Ako poverioci prekrše svoje dužnosti, korisnici mogu podneti zahtev za vraćanje celokupne imovine koja je pogrešno isplaćena i mogu tražiti i slediti ono što je bila imovina poverenja i zahtevati povraćaj od bilo koje treće strane koja je trebalo da zna za povredu poverenja.

## Literatura
- Hudson, A (2003). Equity and Trusts (3rd изд.). Cavendish Publishing. ISBN 978-1-85941-729-4.
- Mitchell, Charles; Hayton, DJ (2005). Hayton and Marshall's Commentary and Cases on the Law of Trusts and Equitable Remedies (12th изд.). Sweet & Maxwell.
- Mitchell, Charles; Hayton, DJ; Matthews, P (2006). Underhill and Hayton's Law Relating to Trusts and Trustees (17th изд.). Butterworths.
- Trust Law of the People's Republic of China (Order of the President No. 50) (PDF), Studio legale Tedioli, 28. 4. 2001
- Edwards, Richard; Stockwell, Nigel (2007). Trusts and Equity (8th изд.). Pearson Longman. ISBN 978-1-4058-4684-4.
- Hill, James; Troubat, Francis Joseph; Wharton, Henry (1854). A practical treatise on the law relating to trustees: their powers, duties, privileges and liabilities. T. and J. W. Johnson.
- Hudson, Alastair (2009). Equity and Trusts (6th изд.). Routledge-Cavendish. ISBN 978-0-415-49771-8.
- Stone, Diane. Knowledge actors and transnational governance: The private-public policy nexus in the global agora. Palgrave Macmillan, 2013.
- Lester Salamon et al., "Global Civil Society: Dimensions of the Nonprofit Sector", 1999, Johns Hopkins Center for Civil Society Studies.
- Joan Roelofs, Foundations and Public Policy: The Mask of Pluralism, State University of New York Press. 2003.  978-0-7914-5642-2.
- Helmut Anheier, Siobhan Daly, The Politics of Foundations: A Comparative Analysis, Routledge, 2006.
- Legitimacy of Philanthropic Foundations: United States and European Perspectives, ed. Kenneth Prewitt, Russell Sage Foundation, 2006.
- Joan Roelofs,  The Invisible Hand of Corporate Capitalism, Recorded at Hampshire College, April 18, 2007

## Spoljašnje veze
- Trusts & Estates Архивирано на веб-сајту  (8. децембар 2019)
- „Sound file”. Traprockpeace.org. Архивирано из оригинала (MP£) 31. 10. 2007. г. Приступљено 30. 3. 2017.